# 山田泰葉
山田 泰葉（やまだ やすは、1985年〈昭和60年〉5月4日 - ）は、大阪府大阪市出身の気象予報士、防災士、気象キャスター。過去、レポーターやラジオパーソナリティを務めていた。ウェザーニューズ、ハーキュリーズと所属し、その後一線を退き、一般企業勤務を経て、再びウェザーニューズに所属している。妹がいる。

## 人物
- 肉類とガリガリ君（特に梨味）が大好物。自身のブログで写真を掲載することが多い。
- 料理が得意で、2011年7月から2012年9月18日まで出演していた『SOLiVE ムーン』では、「サバメシ食堂」というコーナーを受け持つようになったが、2011年12月いっぱいの放送をもって終了し、代わって月曜日の日替わりコーナー『週間ニュースで読む ニッポンの平均「知」』を受け持っていた。なお、「Dream Pictures」は改編後も引き続き山田メインで担当していた。
- ブログやツイッターで「うふふ」、「ぷぷぷ」などを使うことが多い。
- 『SOLiVE ムーン』出演時、同番組をメインで担当している山岸愛梨と区別している内容があった。（下記参照）
  - 「おかえりメール」のスロット回転中に「誰だろ誰だろ？」と、当選者が誰になるのかというパフォーマンスするのがお決まりとなっている。その為、スロット開始から停止するまでの時間が、同番組をメインで担当している山岸よりも余裕が持たされていた[注 2]。
  - 「今からでも大丈夫？全国洗濯夜干しマップ」のTシャツに描く内容は、基本的に喜怒哀楽の表情ならびに父島が干せるかどうかであった。
- 2012年11月25日放送のSOLiVE コーヒータイムの番組エンディングで11月30日付でSOLIVE24のキャスターを卒業することを発表。
- 11月30日放送のSOLiVE サンセットが最後の出演となった。番組、最終ブロックでは村田泰謁とバシの2人も出演し、旅立ちを見送った。
- ウェザーニューズ退社後、2013年ハーキュリーズに所属するが、2014年末、所属事務所のホームページのプロフィールやブログ等が削除。ハーキュリーズを退社したと思われる。
- ハーキュリーズ退社後、芸能界から一線を退き、一般企業で勤務する傍ら、ハーキュリーズ時代にパーソナリティを務めていたコミュニティFM局「レディオ湘南」の番組「Groove E Motion」にYasuha名義で不定期でゲスト出演していた。
- 2019年4月1日、千葉テレビ「シャキット!」月曜日・火曜日のお天気担当として復帰[5]。
- 2020年4月10日放送以降「シャキット!」の出演を見合わせたが、同年5月25日放送にVTR出演し、妊娠を理由に番組卒業を発表した[6][7]。
- 2021年3月15日、気象予報士試験に合格したことを自身のTwitterで報告した[8]。同年3月30日、気象予報士登録が完了したことを自身のTwitterで報告した[9]。
- 2021年5月24日、防災士の試験に合格したことを自身のTwitterで報告した[10]。

## SOLiVE24の番組に関する内容
- SOLiVE24の番組デビューは、2010年10月26日の『SOLiVE トワイライト』。同番組の出演以降は2011年2月7日実施の番組改編まで、横町藍と隔週ながら主に水曜・木曜の「SOLiVE トワイライト」を担当した。
- 2011年2月7日の「SOLiVE24」番組改編に伴い、「SOLiVE モーニング」リニューアル後初の出演を喜田勝と共に勤めた。
  - 同年6月30日いっぱいで有川がSOLiVEキャスターを卒業したことに伴い、不定期出演だった「SOLiVE トワイライト」と隔週月曜日に出演していた「SOLiVE モーニング」を6月27日いっぱいで降板し、代わって「SOLiVE ムーン」と「SOLiVE コーヒータイム」を週2回ずつ、「SOLiVE サンセット」を週1回担当するようになった[注 3]。後に『SOLiVE コーヒータイム』の枠は、そのまま『SOLiVE イブニング』へ振り分けられた。下記に述べるのは、イレギュラーで該当番組へ出演した日程である。

## 過去の担当番組

### ウェザーニューズ時代
- おは天（第3期近畿エリア担当、2006年6月-9月）
- tvk「tvkニュース545」「tvk NEWSハーバー」「ニュース930」（天気コーナー担当、隔週月～金曜）- 伊藤りえと交代で出演していたが、2011年6月いっぱいでSOLiVE24の番組出演へ専念する関係で卒業した。
- 『SOLiVE トワイライト』（2010年10月26日 - 2011年1月下旬）※横町藍と隔週で水曜・木曜を担当。
- 『SOLiVE モーニング』（2011年2月7日 - 6月28日）※隔週月曜日のみ
- 『SOLiVE コーヒータイム』（2011年7月3日 - 2012年1月6日[注 15]）
- weathernews 「weathernews Update」（各エリア<昼・夕>担当、月・火は夕方に、日は昼）
- 『SOLiVE ムーン』- 主に月曜・火曜の週2回
- 『SOLiVE イブニング』- 月曜・火曜を除く水曜～日曜のうち2回[注 16]
- 『SOLiVE コーヒータイム』（2012年9月24日 - 2012年11月下旬）原則として、土曜日以外の週2回[注 17]
- 『SOLiVE サンセット』 （2012年9月24日 - 2012年11月30日）土曜を含む週3回
- 『シャキット!』（千葉テレビ放送、2019年4月1日 - 2020年5月25日）月曜日・火曜日のお天気担当[11]

### ハーキュリーズ時代
- テレビ
  - 「ハピはぴ・モーニング〜ハピモ〜」（千葉テレビ放送、2013年4月5日 - 2014年3月28日）毎週金曜の天気予報担当
  - 「tvk NEWSハーバー」（テレビ神奈川、2014年8月8日）
  - 土曜ワイド劇場「ショカツの女 新宿西署 刑事課強行犯係」(第9作） （テレビ朝日、2014年9月27日）

- ラジオ
  - 「Weekend Paradise」（レディオ湘南、2013年4月-2014年3月）第3・4週パーソナリティー

- インターネット
  - 「恋愛は必然である〜ドラマで分かる! 新感覚恋愛法則〜」（16話） （BeeTV、2014年3月10日配信）

- CM
  - エバラ食品 浅漬けの素「食べた篇」（2013年4月～）
  - エバラ食品 黄金の味「ビフテキ篇」（2014年2月～）

### フリー
- ラジオ
  - 「Groove E Motion」（レディオ湘南）※Yasuha名義でゲスト出演。
    - 2016年5月14日 VOL.459[12]
    - 2016年10月15日 VOL.480[13]
    - 2017年10月14日 VOL.528[14]
    - 2018年11月03日 VOL.583[15]